# Bendergasse
Die Bendergasse ist eine ehemals bedeutende Straße in der Altstadt von Frankfurt am Main. Sie verläuft zwischen dem Krautmarkt am Kaiserdom St. Bartholomäus und dem Römerberg. Vom Mittelalter bis zur Zerstörung beim Luftangriff am 22. März 1944 bildete sie neben dem nördlich verlaufenden Markt und der südlich verlaufenden Saalgasse eine der drei Ost-West-Verkehrsachsen im alten Stadtkern. Dicht bebaut mit giebelständigen, mehrstöckigen und mehrfach ausgekragten Fachwerkhäusern der Gotik und des Barock war sie eine der malerischen Altstadtgassen, die seit dem 19. Jahrhundert zahlreichen einheimischen und auswärtigen Künstlern, darunter Anton Burger und Carl Theodor Reiffenstein als Motiv dienten.
Nach dem Krieg zunächst lange Zeit eine Trümmerbrache, wurde die Bendergasse 1983 bis 1986 mit der Schirn Kunsthalle Frankfurt überbaut. Der Fußweg entlang der Nordfassade der Schirn ist in heutigen Stadtplänen als Bendergasse verzeichnet. Mit dem Bau des Stadthauses am Markt im Rahmen des Dom-Römer-Projektes ist 2014 bis 2016 erstmals seit der Zerstörung zumindest in ihrem östlichen Abschnitt wieder eine Gassensituation entstanden.

## Lage

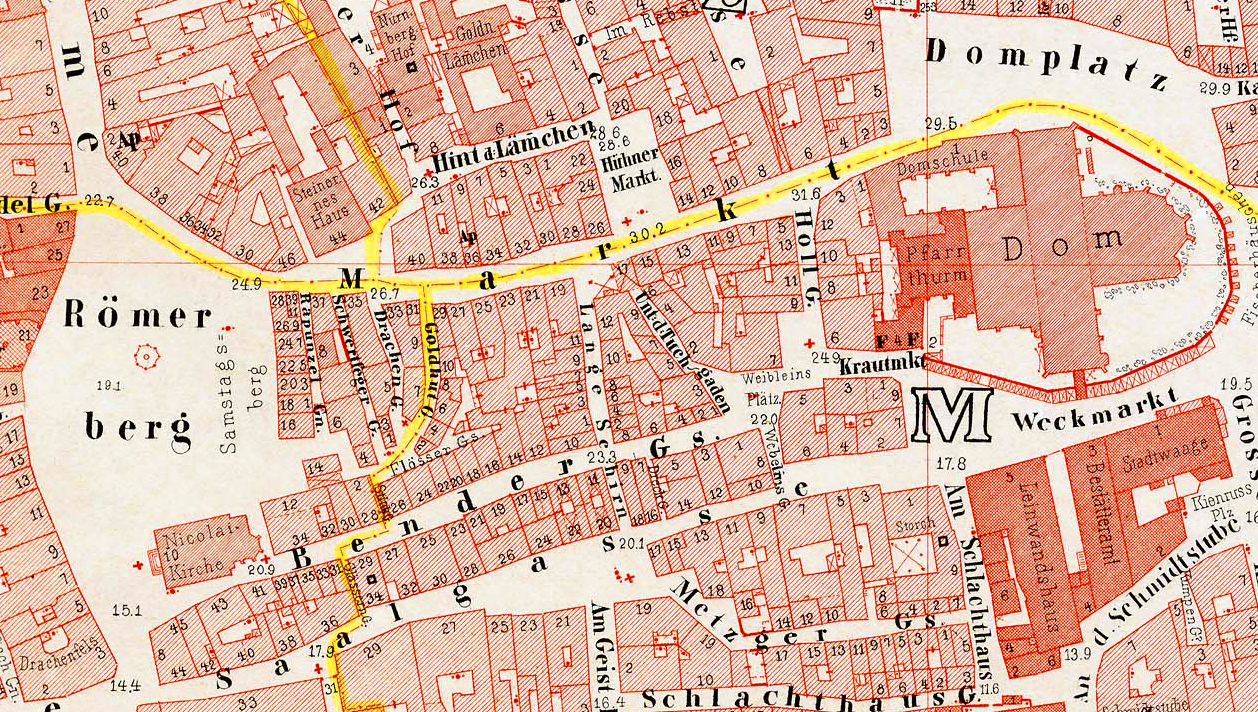
Dom-Römer-Areal auf dem Ravensteinplan 1862

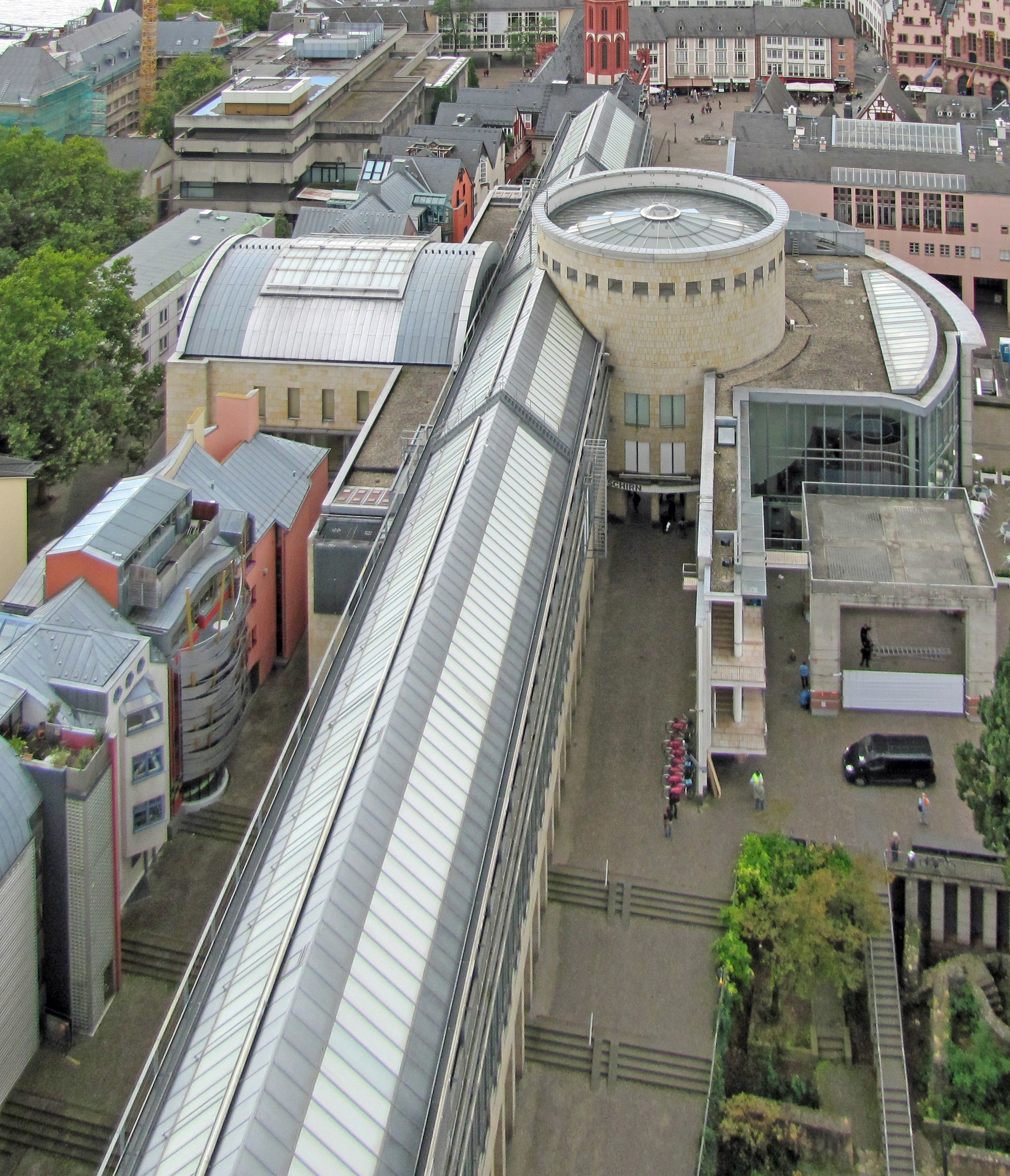
Der heutige Verlauf der Bendergasse entlang der Schirn

Die Bendergasse gehörte zu dem regelmäßigen Straßenraster der Altstadt, das in der Stauferzeit ab Ende des 12. Jahrhunderts entstand und die großen Plätze miteinander verband. Zwischen Dom und Römerberg verliefen drei Ost-West-Achsen ungefähr parallel zum Main: der Markt zwischen Domplatz und Römerberg im Norden, die Bendergasse in der Mitte und schließlich die Saalgasse zwischen Weckmarkt und Römerberg im Süden.
Am östlichen Ende erweiterte sich die Bendergasse zum Krautmarkt hin zu einem kleinen Platz, auf dem der Wobelinsbrunnen stand. Hier zweigte nach Süden die schmale Wobelinsgasse ab, die zur parallel verlaufenden Saalgasse führte. Die Namen leiten sich von dem hier stehenden Haus Wobelin („Weiblein“) ab. Nach Norden führte die Gasse Unter den Tuchgaden zum Markt. Etwa in der Mitte der Bendergasse kreuzte die Lange Schirn, die den Markt mit der Saalgasse verband. Hier lagen die Scharnhäuser, ein für die Altstadt charakteristisches Doppelhaus mit steinernem Untergeschoss, das Verkaufsräume aufnahm, und drei bewohnten Fachwerk-Obergeschossen.
Das westlichste Gebäude an der Nordseite der Bendergasse war die Alte Nikolaikirche. Zwischen ihrem Chor und dem benachbarten Haus Schwarzer Stern verlief ein schmaler Durchgang, der schon 1350 in der Topographie des Baldemar von Petterweil als Gang bei St. Nicolai bezeichnet wurde.
Ansonsten gab es im Verlauf der Bendergasse nur mehrere schmale, teilweise überbaute Durchgänge zu den Nebenstraßen: Nach Norden verband das schmale Stinkgäßchen die Bendergasse nach Norden mit der Flößergasse und dem Fünffingerplätzchen, einem der malerischsten Plätze der Altstadt. Nach Süden verbanden das Dreckgäßchen östlich der Langen Schirn, die hier auch Scharngäßchen hieß, und weiter westlich das Gläsergäßchen zwischen den Häusern Nr. 29 und 31 die Bendergasse mit der Saalgasse. Die Namen der Durchgänge weisen auf die hygienischen Verhältnisse in der dicht besiedelten Altstadt hin, die sich erst mit dem Bau einer Schwemmkanalisation ab 1867 und der ersten städtischen Kläranlage in Niederrad 1882 deutlich verbesserten.
Vom ehemaligen Straßenverlauf ist im heutigen Stadtbild nichts mehr zu erkennen. Der heute als Bendergasse gekennzeichnete Fußweg liegt etwas nördlich des alten Straßenzuges. Er verläuft vom Römerberg nördlich des Hauses Schwarzer Stern entlang der Nordfassade der Schirn durch deren Eingangsrotunde und weiter zum Dom.

## Geschichte

### Die Gasse der Bender
Die Bendergasse lag südlich der karolingischen Königspfalz Frankfurt und der mit ihr verbundenen Salvatorkirche, dem Vorläuferbau des Domes. Ihre genaue Entstehungszeit ist nicht durch Urkunden belegt. Die älteste Erwähnung als Gasse unter den Bendern findet sich in einer Urkunde von 1324. In lateinischen Schriften dieser Zeit wird sie als vicus doliatorum bezeichnet. Die Gasse erhielt ihren Namen nach der Zunft der Bender, die hier ansässig war. Dies war eine Folge mittelalterlicher Umweltschutzvorschriften, nach denen jedem mit Geräusch, üblem Geruch, besonderen Abfällen oder Wasserverunreinigungen verbundenem Handwerk eine eigene Gasse zugewiesen wurde. Nach einer Ratsverordnung 1402 oder 1403 hatten alle Bender der Altstadt, sofern sie noch außerhalb der Bendergasse wohnten, innerhalb eines Jahres in die Bendergasse, oder, wenn sie da keine Wohnung erhielten, in die dünnbesiedelte Neustadt außerhalb der alten Stadtmauer umzuziehen. Diejenigen, die schon mindestens 10 Jahre außerhalb der Bendergasse in der alten Stadt wohnten oder Häuser erbten, durften zwar weiterhin darin wohnen bleiben; ihre Fässer durften sie jedoch künftig nirgendwo als in der Bendergasse oder in der neuen Stadt, oder auch in einer Scheuer verfertigen. Karl Bücher gibt die Zahl der Zunftmitglieder für das Jahr 1387 mit 63 an, darunter vermutlich 56 Meister; die Zahl veränderte sich bis Mitte des 17. Jahrhunderts kaum.

### Die Bendergasse als malerisches Altstadtviertel

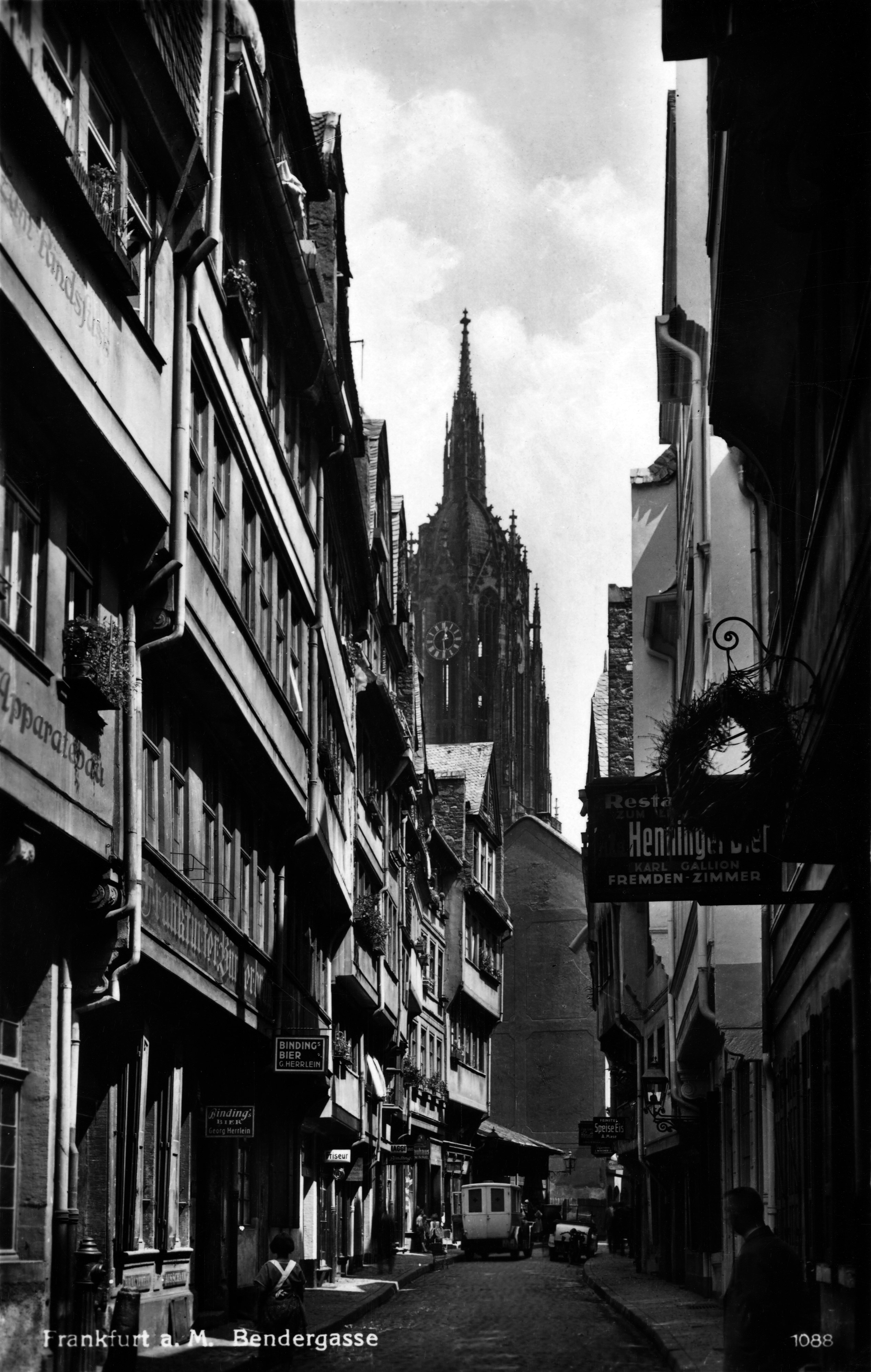
Postkarte um 1910

Bis zum Ende des Heiligen Römischen Reiches und der Freien Reichsstadt 1806 war die Altstadt das belebte Zentrum der Stadt. Das Stadtbild blieb jahrhundertelang im Wesentlichen unverändert, so wie es Matthäus Merian auf seinem 1628 entstandenen Vogelschau-Plan überliefert hatte. Wohnung, Handel und Gewerbe gehörten weiterhin auf engstem Raum zusammen. In der Langen Schirn hatten die Metzger ihre Verkaufsstände, auf dem Krautmarkt wurde Gemüse verkauft. Im Haus Bendergasse 3 am Wobelinsbrunnen logierte im August 1763 die Familie Mozart bei ihrem ersten Aufenthalt in Frankfurt. Leopold Mozart ritzte in den Fensterflügel seiner Unterkunft mit seinem Ring die Inschrift:
Mozart. Maitre de la Musique de la chapelle de Salzbourg avec son Famile le 12 Août 1763
Im 19. Jahrhundert verließen wohlhabende Bürger die Altstadt und zogen in die neuen Stadtviertel außerhalb der Wallanlagen. In der Altstadt sammelten sich vornehmlich kleine Handwerker und Arbeiterfamilien. Durch Teilung der ehemals geräumigen Wohnhäuser entstanden immer engere Wohnverhältnisse. Anfang des 20. Jahrhunderts wohnten nicht selten ein Dutzend Familien in den unsanierten Fachwerkhäusern der Altstadt. Die hygienischen Bedingungen verbesserten sich durch den Bau der Schwemmkanalisation ab 1867 und der Städtischen Markthalle 1877. Die Verkehrsverhältnisse blieben beengt. Die Straßenbahnen und die großen Straßendurchbrüche der Braubachstraße und der Bethmannstraße Anfang des 20. Jahrhunderts erreichten diesen Teil der Altstadt nicht. Baufällige Häuser wurden abgerissen und nicht ersetzt, beispielsweise um 1864 das Haus Bendergasse 8 an der Ecke zur Langen Schirn.
Ab 1922 setzte sich der Bund tätiger Altstadtfreunde auf Initiative des Historikers Fried Lübbecke für die Altstadtgesundung, eine flächendeckende Sanierung und Verbesserung der Wohnverhältnisse, ein. Mehr und mehr Altstadthäuser wurden saniert, das Fachwerk freigelegt (beispielsweise am Haus Schwarzer Stern) und durch Auskernungen und Beseitigung der beengten Durchgänge und Hinterhöfe die Wohnsituation verbessert. Der aufkommende Tourismus machte die Frankfurter Altstadt zu einem beliebten Reiseziel und die gotische Häuserschlucht der Bendergasse zu einem häufig fotografierten Postkartenmotiv.

### Zerstörung und Wiederherstellung

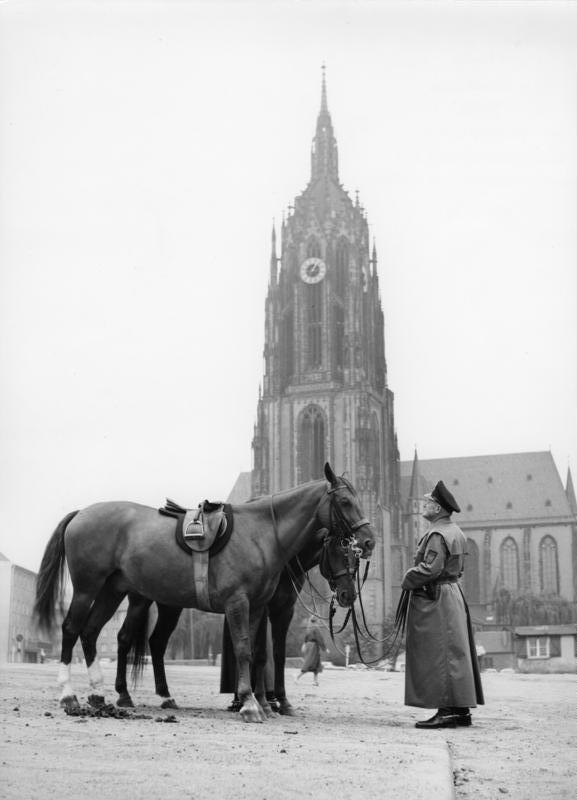
Berittene Polizei vor dem Dom im Juli 1960. Im Vordergrund sind Reste des alten Bordsteins zu erkennen.

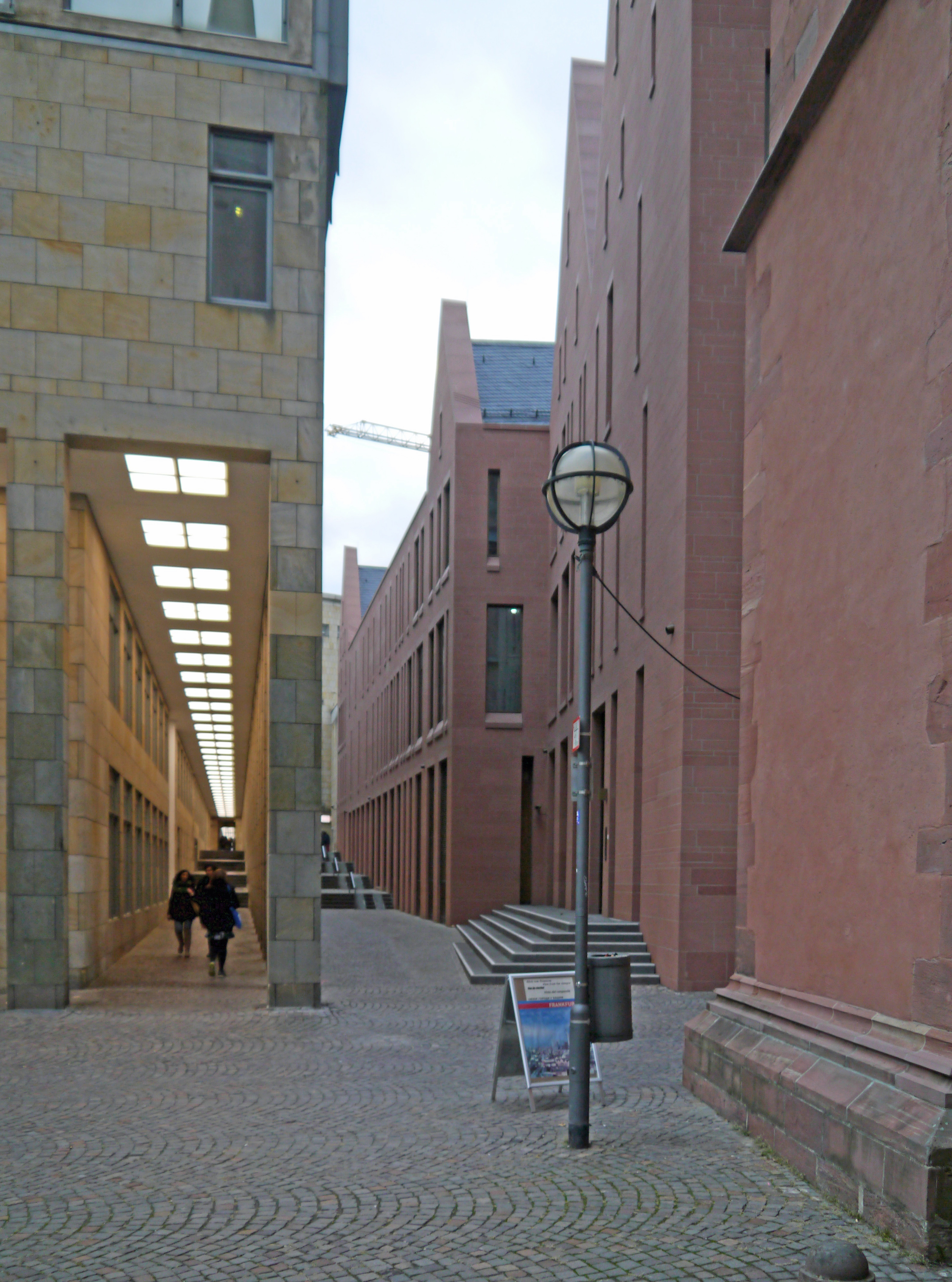
Blick vom Dom in Richtung Römer in die neue Bendergasse, Oktober 2016

Am 22. März 1944 zerstörte ein Luftangriff die historische Altstadt. Im Viertel zwischen Dom und Römer brannten sämtliche Häuser aus, auch in der Bendergasse. Lediglich Reste der steinernen Erdgeschosse hatten den Feuersturm überstanden. Im Mai 1947 beschloss der Frankfurter Magistrat, dass eine umfassende Wiederherstellung der Altstadt bis auf wenige markante Denkmäler nicht in Frage komme. Im Gebiet zwischen Dom und Römer wurden die Trümmer bis 1950 vollständig geräumt.
Während der allgemeine Wiederaufbau in der Altstadt 1952 begann und 1960 im Wesentlichen abgeschlossen war, blieb das Gelände zwischen Dom und Römer eine Brache, um deren künftige Gestalt lange gestritten wurde. Aus einem 1963 durchgeführten Architektenwettbewerb ging ein Entwurf des Frankfurter Büros Bartsch-Thürwächter-Weber als Sieger hervor. Aus finanziellen Gründen wurde das Projekt jedoch niemals realisiert. 1970/71 entstand nördlich der Bendergasse im Zuge des U-Bahn-Baus der U-Bahnhof Dom/Römer samt einer darüber liegenden zweigeschossigen Tiefgarage. Die noch weitgehend erhaltenen mittelalterlichen Gewölbekeller wurden für den Aushub der Baugrube zerstört. Durch den Bau der Tiefgarage wurde zudem das Bodenniveau um mehrere Meter angehoben. Südlich der Alten Nikolaikirche wurde 1971/72 mit dem Bau des Historischen Museums das westliche Ende der Bendergasse überbaut.
Nach einem Machtwechsel bei den Kommunalwahlen 1977 wurden alle früheren Pläne für das Dom-Römer-Geländes zu den Akten gelegt. Stattdessen entstand 1981 bis 1983 ein Gebäudekomplex aus rekonstruierten Häusern an der Römerberg-Ostseite, zu denen auch das Haus Schwarzer Stern gehört. 1983 bis 1986 wurde die Schirn Kunsthalle Frankfurt errichtet. Ihre monumentale, 140 Meter lange, 10 Meter breite und fünf Geschosse hohe Ausstellungshalle verläuft ziemlich genau über der Nordseite der alten Bendergasse. Die Bendergasse verläuft seitdem als Fußweg zwischen Römerberg und Dom entlang der Nordfassade der Schirn.
Im Rahmen des Dom-Römer-Projektes wurde der Archäologische Garten mit den konservierten Resten der Römischen Siedlung auf dem Domhügel und der karolingisch-ottonischen Königspfalz Frankfurt mit dem Stadthaus am Markt überbaut. Das im Juni 2016 fertiggestellte Veranstaltungs- und Museumsgebäude besteht aus fünf unterschiedlichen Baukörpern, von denen drei, Haus 1 mit drei spitzgiebeligen, bis zu 25 Meter hohen Satteldächern, Haus 3 und Haus 4 die neue Nordseite der Bendergasse bilden.